# 2-丁炔酸
2-丁炔酸（英語：Tetrolic acid）是一种不饱和羧酸，化学式C4H4O2。

## 历史
普遍认为2-丁炔酸是由德国化学家Johann Georg Anton Geuther于1871年在研究乙酰乙酸乙酯衍生物中首次合成。

## 工业生产
2-丁炔酸的商业量级的生产是通过用强碱处理丙炔形成金属炔化物，然后用二氧化碳处理得到：
采用的强碱有正丁基锂和氨基钠等。

## 性质
2-丁炔酸在水、乙醇等极性溶液高度可溶，也可以在庚烷、己烷、甲苯等非极性溶剂中进行重结晶。其为白色晶体，并且存在两种晶型。2-丁炔酸升华温度为20 °C,因此可以在冰箱中密封保存。
其氘代二甲基亚砜（DMSO-D6）溶液的核磁共振氢谱(1H-NMR)显示，在δ=1.99 ppm处显现出甲基氢特征峰。
加速量热仪显2-丁炔酸初始放热温度为135 °C，因此无法通过短程蒸馏进行提纯。